# Phrixothrix staphylinoides
Phrixothrix staphylinoides là một loài bọ cánh cứng trong họ Phengodidae. Loài này được Wittmer miêu tả khoa học năm 1963.